# Province de Chieti
La province de Chieti (en italien, Provincia di Chieti) est une province italienne de la région des Abruzzes.
Son chef-lieu est la ville de Chieti.

## Géographie
Cette province s'étend sur 2 587 km2 et a une population de 382 000 habitants répartis en 104 communes. Elle s'étend entre le massif de la Majella à l'ouest, la côte adriatique à l'est, la province de Pescara au nord et la région du Molise au sud. La Majella est le plus grand groupe montagneux de la province de Chieti (elle culmine au mont Amaro, 2 793 mètres). Le versant oriental de la Majella, contrairement au versant occidental qui descend doucement vers la conque de Sulmona par une pente régulière, est caractérisé par de profonds vallons sauvages et inaccessibles par la route. Le vallon le plus impressionnant est celui qui domine le village de Fara San Martino (qui produit les pâtes Delverde et De Cecco) ; long de plusieurs kilomètres, on ne peut y accéder à pied que par le fond des gorges du torrent, larges de seulement quelques mètres.
La biodiversité y est préservée de l'activité humaine, qui n'a jamais exploité les sombres forêts du vallon qui ne sont fréquentés par de rares randonneurs.
Au sud de la province, à cheval avec le Molise, se dressent de petites montagnes, les Monti dei Frentani (le nom vient de l'ancien peuple qui habitait le sud de la province de Chieti à l'époque romaine). D'altitude modeste (ils n'atteignent pas les 1 500 mètres dans les Abruzzes et les 2 000 mètres dans le Molise) et fortement exploité pour l'agriculture, ce petit massif possède un site remarquable : la cascade du Rio Verde, une des plus grandes des Abruzzes, à côté d'une forêt intacte de sapins autochtones (rares dans le reste des Apennins). Une bonne partie du territoire est recouvert de collines d'argile exploitées en bocages.
Contrairement au reste de la région et à une bonne partie de la côte adriatique, la côte de la province de Chieti est caractérisée surtout par des falaises et des rochers (entre San Vito Chietino et Vasto). La falaise la plus impressionnante est celle de Punta Penne (qui forme une pointe sur la côte si l'on regarde une carte). Ici la côte a été bien préservée, et un parc national y a vu le jour (création : février 2007). D'un point de vue hydrographique, le fleuve principal de la province est le Sangro (117 km), dont seule la partie basse du cours traverse la province. Son principal affluent est l'Avellino, qui naît sur la Majella.
Au nord, la province de Chieti est séparée de la province de Pescara par le fleuve Aterno-Pescara. Au sud, la province est séparée du Molise par le fleuve Trigno (80 km), qui naît sur le versant du Molise des Monti dei Frentani.

## Histoire
Le mot « italia » a été vu pour la première fois dans les Abruzzes.
Sur une pièce de monnaie des italiques (ennemis de Rome) I avant Jésus Christ.

## Économie
Bien qu'elle fasse partie du Mezzogiorno (Midi italien), c'est une région industrielle et agricole assez développée (notamment production de pâtes alimentaires industrielles) tout en étant assez préservée et traditionnelle. Une université importante siège à Chieti.